# هاميلتون موراو
أنطونيو هاميلتون مارتينس موراو (بالبرتغالية: Antônio Hamilton Martins Mourão‏) هو سياسي وقائد عسكري برازيلي من حزب التجديد العمالي ولد في يوم 15 أغسطس 1953 في مدينة بورتو أليغري. اختاره الرئيس البرازيلي جايير بولسونارو لشغل منصب نائب الرئيس منذ سنة 2019. وهو أول نائب رئيس للبرازيل يعود اصله للسكان الأصليين. أثار الجدل عن أرائه بتمجيد الحكم العسكري للبرازيل من سنة 1964 إلى سنة 1985. مع هذا يراه آخرين بكونه أكثر اعتدالاً في توجهاته من الرئيس الحالي بولسونارو، مما أدى ببعض أعضاء البرلمان المؤيدين لبولسونارو للتوجه نحو عزله. كذلك هناك بعض الشكوك عن عدم نية بولسونارو لاختياره كنائب له في إنتخابات 2022. يصف موراو نفسه بكونه مؤمن كاثوليكي وبكونه ماسوني.